# بونته‌مورخن
بونته‌مورخن (به هلندی: Bontemorgen) یک منطقهٔ مسکونی در هلند است که در بورن واقع شده‌است.